# ジャック・バラカット
ジャック・バッサム・バラカット（Jack Bassam Barakat、1988年6月18日 - ）は、アメリカ合衆国のギタリストである。ポップ・パンクバンド「オール・タイム・ロウ」のギター、バックボーカル担当。身長185cm。
レバノンで生まれ、その後アメリカのメリーランド州（Maryland ）に引っ越した。2003年にオール・タイム・ロウを結成。好きなものはピザ、アルコール。ギターを演奏するとき動きが多い。